# Ursula von Brandenburg (1488–1510)
Ursula von Brandenburg (* 17. Oktober 1488 in Berlin; † 18. September 1510 in Güstrow) war eine Prinzessin von Brandenburg und durch Heirat Herzogin zu Mecklenburg.

## Leben

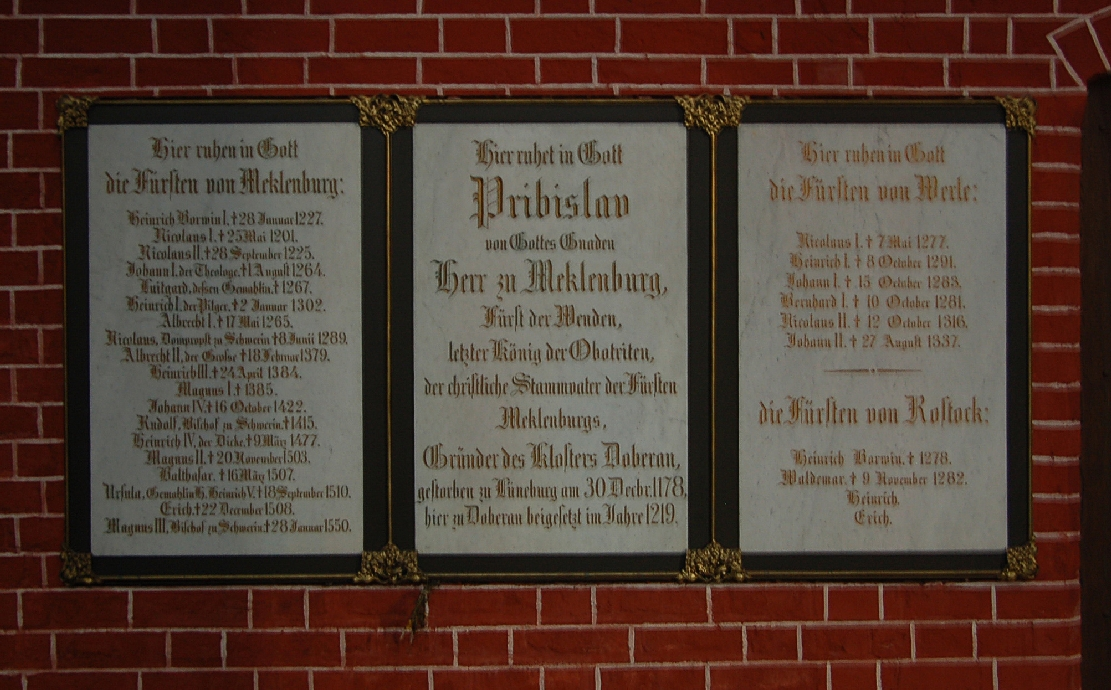
Grabdenkmal der Ursula von Brandenburg und Magnus III. (dritte und erste Name von unten in der ersten Reihe)

Ursula war die jüngste Tochter des brandenburgischen Kurfürsten Johann Cicero (1455–1499) aus dessen Ehe mit Margarete (1449–1501), Tochter des Herzogs Wilhelm III. von Sachsen.
Sie heiratete am 16. Februar 1507 Herzog Heinrich V. zu Mecklenburg (1479–1552). Sie starb kurz nach der Geburt ihres dritten Kindes drei Jahre nach der Eheschließung.
Ursula wurde, gemeinsam mit ihrem Sohn, als letzte Verstorbene in der Begräbniskapelle des Doberaner Münsters bestattet.

## Nachkommen
Aus ihrer Ehe hatte Ursula folgende Kinder:
- Sophie (1508–1541)

⚭ 1528 Herzog Ernst I. von Braunschweig-Lüneburg (1497–1546)
- Magnus III. (1509–1550), Herzog zu Mecklenburg, Bischof von Schwerin

⚭ 1543 Prinzessin Elisabeth von Dänemark (1524–1586)
- Ursula (1510–1586), Äbtissin von Ribnitz